# Armorial du Héraut Vermandois
Pour les articles homonymes, voir Vermandois.
L'Armorial du Héraut Vermandois est un armorial français du XIIIe siècle, compilé entre 1285 et 1300.

## Contenu
Le manuscrit est écrit en picard, et contient 1 076 blasons.
Les armoiries sont réparties de la manière suivante :
| nos de folios | Fief                                                                                      |
| ------------- | ----------------------------------------------------------------------------------------- |
| 1 à 21        | Brebancons (Duché de Brabant)                                                             |
| 22 à 31       | Behaignons                                                                                |
| 32 à 122      | Alemans et Ruyers                                                                         |
| 123 à 135     | Henniers (Comté de Hainaut)                                                               |
| 136 à 196     | Vermandisiens et Beauvoisins (Comté de Vermandois, Diocèse de Beauvais)                   |
| 197 à 282     | Arthisiens (Comté d'Artois)                                                               |
| 283 à 309     | Corbyens                                                                                  |
| 310 à 396     | Hennoyers (Comté de Hainaut)                                                              |
| 397 à 417     | Flamens (Comté de Flandre)                                                                |
| 418 à 430     | Normens (Duché de Normandie)                                                              |
| 431 à 448     | Berruyers (Duché de Berry)                                                                |
| 449 à 493     | Poitevins (Comté de Poitiers)                                                             |
| 494 à 537     | Angevins (Comté d'Anjou)                                                                  |
| 538 à 558     | Manseaux, 1re partie (Comté du Maine)                                                     |
| 559 à 600     | Bretons (Duché de Bretagne)                                                               |
| 601 à 616     | Auvergnois (Duché d'Auvergne)                                                             |
| 617 à 629     | Champenois et Bourguignons (Comté de Champagne, Duché de Bourgogne)                       |
| 630 à 646     | Tourangiaux (Comté de Tours)                                                              |
| 647 à 680     | Normands (Duché de Normandie)                                                             |
| 681 à 719     | Francoys, 1re partie (Royaume de France)                                                  |
| 720 à 755     | Francoys, 2e partie                                                                       |
| 756 à 769     | Manseaux, 2e partie                                                                       |
| 770 à 841     | Francoys, 3e partie                                                                       |
| 842 à 856     | Payens, Possis et Picardz                                                                 |
| 857 à 880     | Roys                                                                                      |
| 881 à 913     | Aultres Roys et Soudanes                                                                  |
| 914 à 959     | Contes, 1re partie                                                                        |
| 960 à 986     | Contes, 2e partie                                                                         |
| 987 à 1005    | Aucun Ducs                                                                                |
| 1006 à 1021   | Vicontes                                                                                  |
| 1022 à 1046   | Le 4e chapitre de L'ordre de la Toison d'or (1435) (Suivi d'une assignation à un tournoi) |
| 1047 à 1061   | Le Royaume darragon                                                                       |
| 1062 à 1076   | Les Vicontes darragon                                                                     |
| 1077 à 1177   | Le reste du rôle, composé de noms sans blasons.                                           |

## Lieu de conservation
L'original est perdu, mais une copie du XVe siècle, faite avant la mort de Charles VII de France en 1461 est conservée à Paris (Bibliothèque nationale de France, MS 2249).